# Karolina Jus
Karolina Jus, z domu Frist (ur. 31 grudnia 1914 w Wiedniu, zm. w listopadzie 2002) – polska lekarz neurolog pochodzenia żydowskiego. Wspólnie z mężem Andrzejem była pionierem badań elektroencefalograficznych w Polsce.

## Życiorys
Urodziła się 31 grudnia 1915 w Wiedniu (tam – wobec zbliżających się do Krakowa Rosjan – jej ojciec skierował ciężarną żonę). Była wnuczką Henryka Frista (założyciel Salonu Malarzy Polskich w Krakowie) oraz córką polskich Żydów z Krakowa, Juliusza Frista i Doroty Bannet. Wychowywała się w rodzinie wyznania mojżeszowego, aczkolwiek zasymilowanej i poczuwającej się do polskości. Miała siostrę Zofię (ur. 1917).
W Krakowie zdała maturę w 1932, po czym kształciła się na studiach prawa na Wydziale Prawa Uniwersytetu Jagiellońskiego, które ukończyła w 1936 z tytułem Master of Law. Studiowała także w London School of Economics and Political Science w Londynie. W 1937 obroniła pracę doktorską na temat Statutu Westminsterskiego (1931). W tym samym roku 1937 podjęła studia medycyny w Collegium Medicum Uniwersytetu Jagiellońskiego.

### II wojna światowa
Po wybuchu II wojny światowej wraz z rodzicami wyjechała pociągiem do Lwowa. W mieście będącym pod okupacją sowiecką na przełomie 1939/1940 uczęszczała na zajęcia z medycyny w Lwowskim Instytucie Medycznym i została przyjęta na trzeci rok studiów. Skierowana na spotkanie dotyczące badań nad terapią konwulsywną w październiku 1940 poznała lekarza z Zakładu Psychiatrycznego, Andrzeja Jusa, i oboje zostali parą.
Po ataku Niemiec na ZSRR z 22 czerwca 1941 i wkroczeniu Niemców w lipcu 1941 została ochrzczona w obrządku rzymskokatolickim i poślubiła Andrzeja Jusa. Na początku 1942 A. i K. Jusowie opuścili Lwów i zamieszkali w Dydni. Tam pomagała mężowi w praktyce lekarskiej i pozostali aż do nadejścia frontu wschodniego w lipcu 1944. W kwietniu 1942 jej rodzice i siostra zostali zamordowani przez Niemców.

### Polska Ludowa
Na początku 1945 A. i K. Jusowie zamieszkali na warszawskiej Pradze. Następnie przenieśli się do Wrocławia, gdzie tworzono Wydział Lekarski na Uniwersytecie i Politechnice. Tam w 1946 Karolina ukończyła studia, uzyskując dyplom lekarza. Od tego czasu pracowała jako rezydent w Zakładzie Neurologii.
Andrzej i Karolina Jusowie, wobec braku elektroencefalografu, wykorzystali elektrokardiograf ze wzmocnionymi instrumentami i ostatecznie uzyskali i opublikowali pierwsze kliniczne badanie elektroencefalograficzne. Tym samym stali się pionierami w badaniu elektrycznej aktywności mózgu. Karolina Jus pracowała we Wrocławiu od 1945 do 1949: od września 1945 do listopada 1947 była zatrudniona w klinice neurologicznej, a potem do grudnia 1949 w klinice psychiatrycznej.Z końca 1949 oboje zostali pracownikami w Instytucie Psychoneurologicznego w Pruszkowie, gdzie ona od 1950 była szefową laboratorium elektroencefalograficznego, wzgl. pracowni EEG. Andrzej Jus wraz z żoną zorganizował laboratorium badawcze i naukowe skupione na elektroencefalografii, neurofizjologii klinicznej i badaniu snu. .
Karolina Jus obroniła doktorat z medycyny na Uniwersytecie Warszawskim. W 1953 przenieśli się do Akademii Medycznej w Łodzi, gdzie Karolina została profesorem nadzwyczajnym w Zakładzie Neurologii). W 1955 została docentem na Uniwersytecie w Łodzi. W Łodzi pracowała też w Klinice Neurologicznej.
W 1955 Jusowie zostali przywróceni do pracy w Warszawie, gdzie Karolina została docentem w Zakładzie Psychiatrii w Akademii Medycznej. W 1956 została kierownikiem pracowni elektroencefalografii i neurofizjologii klinicznej. W 1967 otrzymała tytuł profesora nadzwyczajnego. Podczas swojej pracy w Polsce małżeństwo Jusów należało do zagranicznych towarzystw naukowych, utrzymywało kontakty naukowe oraz brało udział w zjazdach naukowych. Oboje w 1966 jako pierwsi wykonali badanie polisomnograficzne. Rok później publikowali prace naukowe na ten temat. Ich głównym zainteresowaniem był sen w zaburzeniach umysłowych oraz wpływ leków psychotropowych na sen. 

### Kanada
W 1970 A. i K. Jusowie wyjechali z Polski do Kanady, przyjmując zaproszenie w charakterze profesorów wizytujących na Uniwersytecie McGilla w Monrealu. W styczniu 1971 otrzymali w Kanadzie status stałych rezydentów (landed immigrants). Następnie oboje przyjęli zaproszenie z Uniwersytetu Lavala w Québecu, gdzie otrzymali tytuły profesora zwyczajnego i uzyskali możliwość kontynuowania badań w zakresie elektroencefalografii, psychofarmakologii i badania snu.
W wieku 65 lat oboje przeszli na emeryturę. Po czterech kolejnych latach przeprowadzili się do Toronto. Nie mieli dzieci. 
W 1991 ukazała się ich książka wspomnieniowa pt. Our Journey in the Valley of Tears. W 1992 w Kanadzie książka otrzymała nagrodę Joseph Tanenbaum Holocaust Book Award, zaś w 1993 i 1994 przyznawano tamże Drs Andrzej and Jus Holocaust Literature Award. Po śmierci męża Karolina zapisała 250 tys. dolarów na rzecz University of Toronto. Z tego zapisu ufundowano coroczny wykład imienia Andrzeja Jusa (Jus Lecture) w Joint Centre for Bioethics oraz badania Philipa Seemana nad biochemią i genetyką schizofrenii.

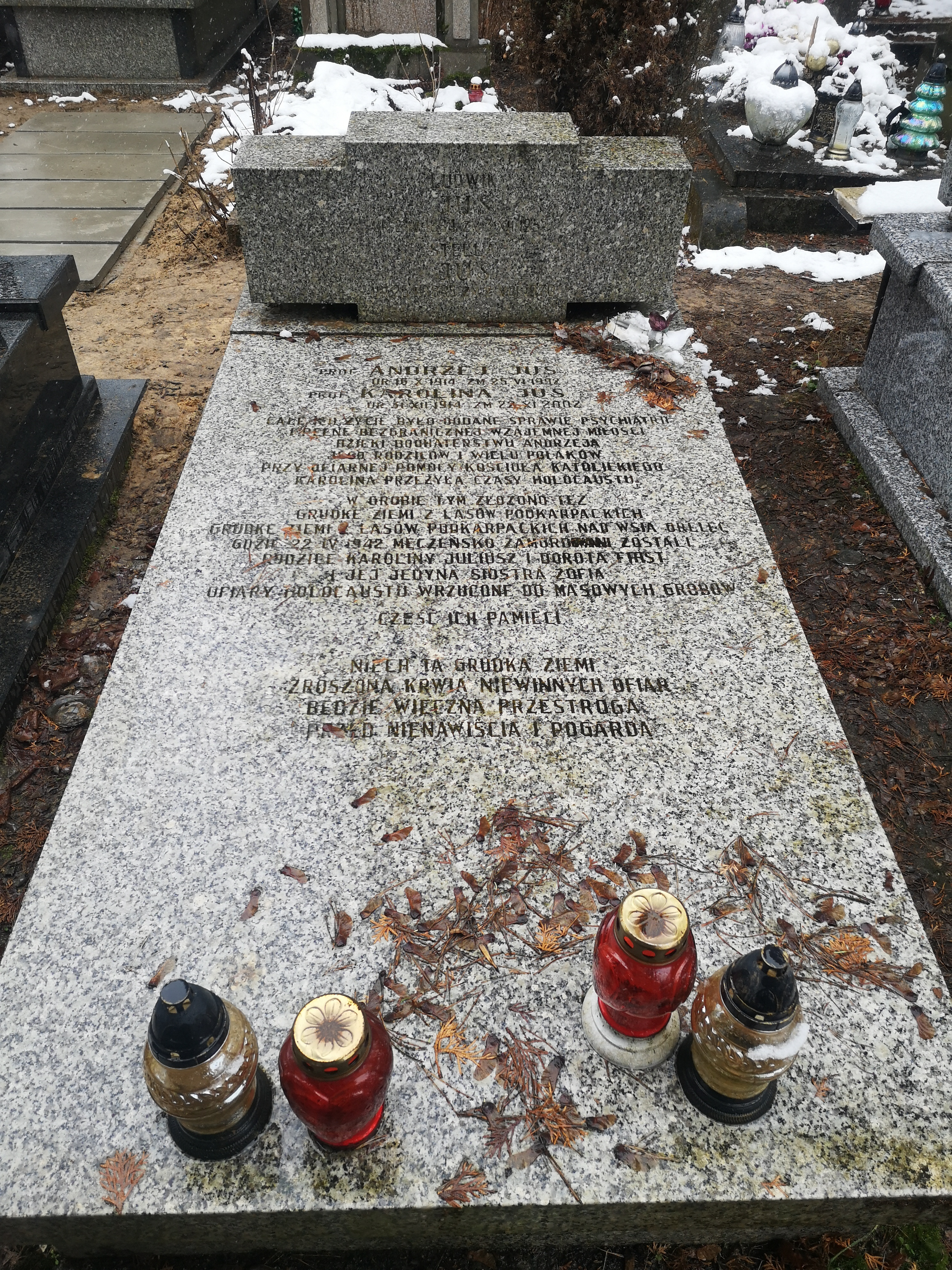
Nagrobek Ludwika, Estelli, Andrzeja i Karoliny Jusów na cmentarzu w Tworkach

Oboje zmarli w Toronto: Andrzej w czerwcu 1992, a Karolina w listopadzie 2002. Oboje zostali pochowani na cmentarzu przy Szpitalu Tworkowskim.
W 2019 ukazała się publikacja pt. W dolinie łez. Profesor Andrzej Jus. Życie i dorobek naukowy. Przyczynek do historii polskiej i kanadyjskiej psychiatrii drugiej połowy XX wieku, autorstwa Ryszarda Kujawskiego.
Katedra Farmakologii i Toksykologii Wydziału Medycznego na Uniwersytecie w Toronto przyznaje Nagrodę Pamięci Juliusza, Doroty i Zofii Fristów w Neuropsychofarmakologii (dla młodych naukowców w tej dziedzinie) oraz Doroczną Nagrodę Pamięci Fristów-Jusów w Neuropsychofarmakologii (dla absolwentów).

## Wybrane prace
- Wartość rozpoznawcza elektroencefalografii z jednym odprowadzeniem w przypadkach padaczki (1949)
- Walka z ofensywą idealistyczną w elektroencefalografii (1953)
- Pawłow i jego nauka (1953, 1955)
- Elektroencefalografia (1954)
- Elektroencefalografia kliniczna (1967)[12]
- Biologiczne metody leczenia w psychiatrii (1969)[12]